# Pasión (película de 1998)
Pasión (también llamada Asedio, El asedio o Asediada; Besieged, en el original en inglés; L'assedio, en italiano) es una película de 1998 dirigida por Bernardo Bertolucci, con las actuaciones de Thandie Newton y David Thewlis. Está basada en el cuento The Siege, de James Lasdun.

## Argumento
Historia de la relación, en Roma, entre Mr. Kinsky, un pianista inglés solitario, y Shandurai, la mujer que llega a trabajar a su casa (y a estudiar medicina en sus horas libres) a cambio de hospedaje. Ella viene huyendo de su país (en África), donde la dictadura ha privado de la libertad a su marido. Él se enamora de ella. Ella lo rechaza y en algún momento le plantea lo que él debe hacer para poder amarla. Él dedica su energía y su vida a eso.